# Women's Center & Shelter Of Greater Pittsburgh
The Women's Center & Shelter of Greater Pittsburgh blev grundlagt 1974 i Pittsburgh, som èt af de første seks krisecentre for kvinder i USA.
| Socialt arbejde | Spire Denne artikel om socialt arbejde er en spire som bør udbygges. Du er velkommen til at hjælpe Wikipedia ved at udvide den. |